# 倉地正
倉地 正（くらち ただし、1934年11月28日 - ）は、日本の経営者。兼松社長を務めた。

## 来歴・人物
新潟県出身。1960年に東京大学教養学部教養学科を卒業し、同年に東京銀行に入行。1988年6月に取締役に就任し、1991年6月に常務を経て、1996年6月に東京三菱銀行専務に就任。1999年6月に兼松社長に就任し、繊維事業の分社化と人員削減を実施し、経営再建に尽力した。2004年から2007年までに会長を務めた。